# Saison 2008-2009 des Diables rouges de Briançon
 (août 2025).
Les normes d'accessibilité du Web doivent être respectées sur les articles liés au hockey sur glace.
Les articles possédant ce bandeau sont listés dans la catégorie:Article hockey sur glace non accessible.
Les points d'amélioration suivants sont les cas les plus fréquents :
- Tableaux de données : utiliser les modèles préformatés déjà disponibles ou consulter l'aide ;
- Listes à puces : les listes à puces sont créées grâces aux astérisques. Il ne doit pas y avoir de ligne vide entre deux astérisques ;
- Langue : tout changement de langue doit être signalé grâce au modèle {{langue}} ou au paramètrelangue=quand le modèle {{Lien web}} est utilisé dans les références ;
- Alternative textuelle : toute image doit être accompagnée d'une description sommaire (à ne pas confondre avec la légende).

Voir aussi Wikipédia:Atelier accessibilité/Bonnes pratiques.
Nota : ce bandeau ne concerne pas les problèmes d'accessibilité dus aux modèles utilisés.
Autres saisons
Saison précédente Saison suivante
Les Diables rouges de Briançon disputent la saison 2008-2009 au sein de la Ligue Magnus, l'élite du hockey sur glace français.

## La saison régulière

### Contexte
Les Diables rouges restent sur une saison 2007-2008 conclue par une deuxième place en championnat derrière le Rouen et une défaite en finale de Coupe de la Ligue face à ces mêmes dragons.

### Les transferts
Arrivées et prolongations
- Deux nouveaux joueurs arrivent devant les filets, le finlandais Tommi Satosaari doublure d'Antti Niemi aux Pelicans Lahti arrive. Il est secondé par Andy Foliot  gardien de Chamonix qui vient franchir un palier. Au cours du mois d'août, la blessure à la cheville de Foliot conduit au recrutement du jeune gapençais Aurélien Bertrand.
- La paire défensive Viktor Szélig et Jakob Milovanovič, essentielle lors de la saison précédente est reconduite par le club. Gary Lévêque et Sébastien Dermigny ressignent.
- Soucieux de renforcer sa défense qui a laissé trop de possibilités aux attaquants rouennais lors de la finale de la Ligue Magnus, l'entraîneur Luciano Basile recrutent deux arrières robustes. L'américain Brian Lee en provenance du Thunder de Stockton en ECHL et le québécois François Groleau qui a joué huit parties dans la Ligue nationale de hockey avec les Canadiens de Montréal. Âgé de 35 ans, il apporte toute son expérience nord-américaine et européenne à l'effectif briançonnais. Il arrive en provenance de l'EHC Liwest Linz en EBEL. Il avait joué contre les diables lors du tournoi de présaison de Bled en août 2007. Le jeune suédois Johan Larsson en provenance de Bofors IK en HockeyAllsvenskan apporte sa touche offensive aux lignes arrières.
- En attaque, les diables rouges s'appuient sur quatre lignes complètes. Cédric Boldron et Sébastien Rohat formés au club sont toujours là, tout comme Damien Raux. Mickaël Pérez est de retour après une saison très difficile à Grenoble. Brice Chauvel arrive en provenance de Caen et le centre finlandais Timo Seikkula qui reste sur six saisons en HockeyAllsvenskan viennent apporter leur expérience aux blocs trois et quatre. Seikkula a, entre autres, été champion du monde junior en 2000.
- Le centre international anglais Greg Owen des Basingstoke Bison vient épauler les magyars Balázs Ladányi et Márton Vas.
- Sur la première ligne, le capitaine slovène Edo Terglav est fidèle au poste aux côtés de Jean-François Dufour. Le québécois Karl Gagné meilleur pointeur de Serie A2, le second échelon italien avec le HC Egna arrive au centre.
- Le 7 novembre 2008, Dany Roussin signe à Briançon. Il remplace Karl Gagné blessé pour la saison. Cet Ailier gauche évoluait depuis quatre ans dans l'ECHL et la Ligue américaine de hockey.

Départs
- Alexandre Rouleau et Mitja Šivic reçoivent des contrats financiers de la part des Brûleurs de Loups de Grenoble face auquel le club briançonnais ne peut s'aligner.
- Non conservé, Milan Tekel signe pour trois ans avec le club voisin des Rapaces de Gap en Division 1.
- Le second gardien Damien Angella va chercher du temps de jeu La Roche sur Yon en Division 2.
- Le gardien Christian Bronsard et le lent et décevant John Christian Ruid prennent leur retraite.
- Cyril et Benjamin Arnaud rejoignent Annecy.
- Luciano Lomanno rejoint le Hockey Club Gherdeina en Serie A2.
- Simo Vidgren signe au LeKi-75 Leppävirta en Suomi-Sarja.

Note
- L'international slovène, Jaka Avgustinčič, libre de tout contrat, a joué 3 matchs amicaux avec les diables rouges pour pallier de nombreuses absences dues à des blessures. Il a joué un match à Ljubljana et les deux du tournoi de Bled.

## Composition de l'équipe
Les Diables Rouges 2008-2009 sont entraînés par Luciano Basile, assisté de Jean-François Dufour. Le président de la SEM est Alain Bayrou.
Les statistiques des joueurs en Ligue Magnus sont listées dans le tableau ci-dessous. En ce qui concerne les  buts marqués, les totaux marqués dans cette section ne comprennent pas les buts des séances de tir de fusillade.

### Gardiens de buts
Nota : PJ : parties jouées, V : victoires, D : défaites, DPr : défaite en prolongation, Min : minutes jouées, Bc : buts contre, Bl : blanchissages, Moy : moyenne d'arrêt sur la saison, B :  buts marqués, A : aides, Pun : minutes de pénalité.
| Numéro | Nom               | Nationalité            | Commentaire          | Saison régulière | Saison régulière | Saison régulière | Saison régulière | Saison régulière | Saison régulière | Saison régulière | Saison régulière | Saison régulière | Saison régulière | Séries éliminatoires | Séries éliminatoires | Séries éliminatoires | Séries éliminatoires | Séries éliminatoires | Séries éliminatoires | Séries éliminatoires | Séries éliminatoires | Séries éliminatoires |
| Numéro | Nom               | Nationalité            | Commentaire          | PJ               | V                | D                | DPr              | Bc               | Bl               | Moy              | B                | A                | Pun              | PJ                   | V                    | D                    | DPr                  | Bc                   | Bl                   | Moy                  | A                    | Pun                  |
| ------ | ----------------- | ---------------------- | -------------------- | ---------------- | ---------------- | ---------------- | ---------------- | ---------------- | ---------------- | ---------------- | ---------------- | ---------------- | ---------------- | -------------------- | -------------------- | -------------------- | -------------------- | -------------------- | -------------------- | -------------------- | -------------------- | -------------------- |
| 39     | Aurélien Bertrand | Drapeau de la France   |                      | 4                | 2                | 0                | 0                |                  | 1                |                  | 0                | 0                | 0                |                      |                      |                      |                      |                      |                      |                      |                      |                      |
| 30     | Andy Foliot       | Drapeau de la France   |                      | 7                | 3                | 0                | 0                |                  | 1                |                  | 0                | 0                | 0                |                      |                      |                      |                      |                      |                      |                      |                      |                      |
| 41     | Tommi Satosaari   | Drapeau de la Finlande | Trophée Jean-Ferrand | 22               | 19               | 1                | 1                |                  | 3                |                  | 1                | 0                | 35               |                      |                      |                      |                      |                      |                      |                      |                      |                      |

### Joueurs
Pour les significations des abréviations, voir Statistiques du hockey sur glace.
| 10 | Cédric Boldron       | France      | AG | Formé au club Assistant Capitaine                          | 24 | 3  | 11 | 14 | 8  | 12 | 2 | 2  | 4  | 2  |
| 20 | Brice Chauvel        | France      | AD | International français                                     | 23 | 7  | 6  | 13 | 8  | 12 | 1 | 2  | 3  | 10 |
| 14 | Stanislas Cocetta    | France      | A  | Formé au club                                              | 13 | 0  | 0  | 0  | 0  |    |   |    |    |    |
| 12 | Sébastien Dermigny   | France      | D  | International français                                     | 26 | 0  | 2  | 2  | 6  | 11 | 0 | 1  | 1  | 0  |
| 19 | Jean-François Dufour | Canada      | AG | Assistant Capitaine Trophée Charles-Ramsay                 | 25 | 18 | 40 | 58 | 34 | 12 | 1 | 10 | 11 | 6  |
| 71 | Karl Gagné           | Canada      | C  | Saison terminée en octobre sur blessure                    | 6  | 6  | 4  | 10 | 8  |    |   |    |    |    |
| 8  | Jérémy Gonnet        | France      | D  | Formé au club                                              | 10 | 0  | 0  | 0  | 0  |    |   |    |    |    |
| 27 | François Groleau     | Canada      | D  | A joué dans la Ligue nationale de hockey                   | 21 | 5  | 17 | 22 | 16 | 12 | 3 | 2  | 5  | 16 |
| 11 | Balázs Ladányi       | Hongrie     | AG | International hongrois                                     | 26 | 10 | 18 | 28 | 6  | 12 | 6 | 3  | 9  | 0  |
| 3  | Johan Larsson        | Suède       | D  |                                                            | 25 | 2  | 4  | 6  | 26 | 12 | 0 | 4  | 4  | 8  |
| 18 | Brian Lee            | États-Unis  | D  |                                                            | 26 | 4  | 14 | 18 | 64 | 12 | 0 | 0  | 0  | 38 |
| 25 | Gary Lévêque         | France      | D  | Septième saison consécutive au club International français | 23 | 2  | 2  | 4  | 6  | 12 | 0 | 0  | 0  | 4  |
| 51 | Jakob Milovanovič    | Slovénie    | D  | International slovène                                      | 26 | 7  | 10 | 17 | 38 | 12 | 1 | 3  | 4  | 20 |
| 90 | Greg Owen            | Royaume-Uni | C  | International britannique                                  | 25 | 6  | 15 | 21 | 16 | 12 | 1 | 2  | 3  | 6  |
| 7  | Mickaël Pérez        | France      | AG |                                                            | 24 | 12 | 11 | 23 | 6  | 12 | 4 | 5  | 9  | 0  |
| 28 | Damien Raux          | France      | C  | International français                                     | 25 | 13 | 23 | 36 | 60 | 12 | 6 | 3  | 9  | 2  |
| 85 | Sébastien Rohat      | France      | AD | Formé au club Assistant Capitaine                          | 25 | 8  | 11 | 19 | 4  | 12 | 0 | 1  | 1  | 2  |
| 15 | Dany Roussin         | Canada      | AG | Remplaçant de Karl Gagné                                   | 16 | 13 | 16 | 29 | 14 | 12 | 5 | 3  | 8  | 10 |
| 32 | Timo Seikkula        | Finlande    | C  |                                                            | 23 | 4  | 6  | 10 | 30 | 12 | 5 | 5  | 10 | 14 |
| 5  | Viktor Szélig        | Hongrie     | D  | International hongrois                                     | 26 | 5  | 11 | 16 | 40 | 12 | 0 | 1  | 1  | 10 |
| 9  | Edo Terglav          | Slovénie    | AD | Capitaine International slovène                            | 24 | 16 | 24 | 40 | 28 | 12 | 5 | 10 | 15 | 6  |
| 42 | Márton Vas           | Hongrie     | AD | International hongrois                                     | 22 | 9  | 20 | 29 | 16 | 12 | 2 | 10 | 12 | 2  |

## Pré-saison
Les diables rouges débutent l'entraînement le 5 août 2008. Ils jouent leur premier match amical le 13 août 2008 à Morzine-Avoriaz et s'imposent 7-3. Deux jours plus tard, à domicile, les diables rouges l'emportent 5-0 contre le même adversaire.

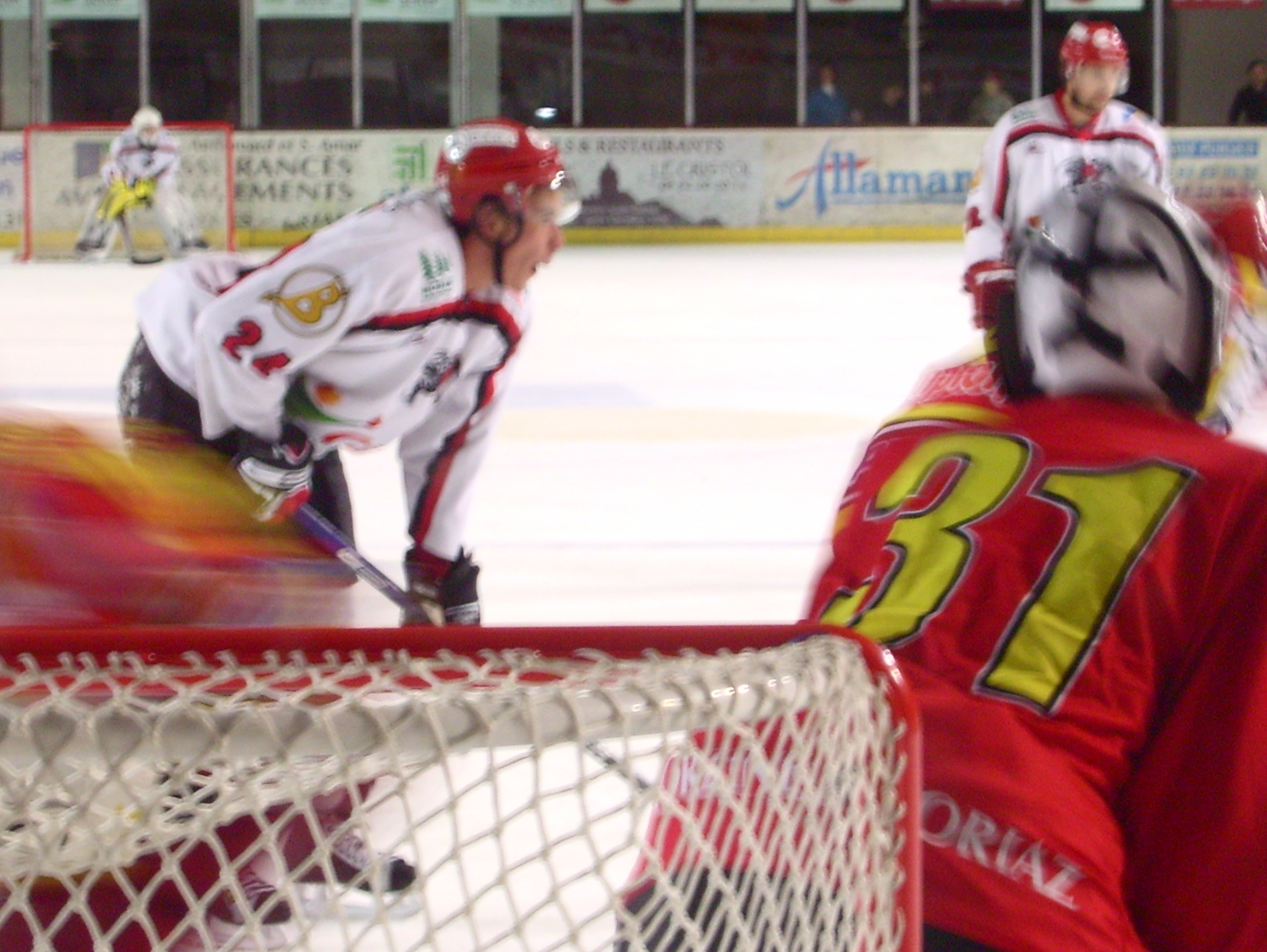
Stanislas Cocetta en amical contre Morzine-Avoriaz

À partir du 22 août 2008, les diables rouges partent en tournée à l'étranger. Ils jouent deux matchs amicaux à Székesfehérvár contre l'équipe d'Alba Volán la meilleure équipe de Hongrie qui joue en EBEL, l'élite autrichienne. Le premier match se solde par un match nul 2-2. Les diables rouges remportent la séance de tirs au but 2-1 grâce à Vas et Raux. Le lendemain, Alba Volan prend sa revanche en l'emportant 2-1 avec deux buts dans les dix derniers minutes. Le 24 août 2008, l'équipe rencontre le Dunaújvárosi Acél Bikák de la Borsodi Liga. Les trois hongrois de l'équipe ont été formés dans cette équipe avant de rejoindre Briançon quand celle-ci a connu des difficultés financières. Mais Vas (étirement d'un ligament au genou) et Ladányi (coude) ne participent pas à la fête. Le jeune Aurélien Bertrand est titularisé. L'équipe l'emporte 5-3. L'équipe part ensuite en Slovénie à Jesenice et affronte l'Acroni Jesenice. Une lourde défaite 6-1 au cours de laquelle Terglav et Satosaari sont légèrement blessés. Ils rejoignent ainsi la seconde ligne d'attaque composée d'Owen (doigt cassé), Ladányi et Vas ainsi que Dufour (dos) et Foliot (cheville). Le lendemain, elle affronte le Tilia Olimpija qui évolue également en EBEL. L'équipe s'incline 3-1 avec Bertrand devant les filets. Le but est inscrit par Jaka Avgustinčič. L'international slovène, ancien coéquipier de Terglav en sélection et en club, vient prêter main-forte aux diables rouges. Libre de tout contrat, il peut ainsi garder le rythme en attendant de trouver un nouveau club.
Du 28 au 31 août, l'équipe dispute la Poletna Liga de Bled, qu'elle avait remporté l'an passé. Lors du premier match, elle s'incline 4-1 contre  EHC Liwest Linz. Terglav, Satosaari, Ladányi retrouvent la glace. Le lendemain contre EC Klagenfurt AC, les diables rouges, privés de Brian Lee, s'inclinent après avoir mené au score à deux reprises. Victimes de leur indiscipline, ils encaissent quatre buts en désavantage numérique. Villach remporte le tournoi devant Klagenfurt. Linz s'impose pour la troisième place aux dépens de Jesenice, et Briançon termine dernier. De retour à René Froger, les diables rouges remportent leur dernier match de préparation 4 buts à deux contre Chamonix.
Poletna Liga à Bled (Slovénie)
- Groupe A

| équipe          | PJ | V | VP | DP | P | BP | BC | PTS |
| --------------- | -- | - | -- | -- | - | -- | -- | --- |
| EC VSV          | 2  | 2 | 0  | 0  | 0 | 6  | 2  | 4   |
| Acroni Jesenice | 2  | 1 | 0  | 0  | 1 | 5  | 5  | 2   |
| Tilia Olimpija  | 2  | 0 | 0  | 0  | 2 | 3  | 7  | 0   |

- Groupe B

| équipe           | PJ | V | VP | DP | P | BP | BC | PTS |
| ---------------- | -- | - | -- | -- | - | -- | -- | --- |
| EC Klagenfurt AC | 2  | 2 | 0  | 0  | 0 | 10 | 2  | 4   |
| EHC Liwest Linz  | 2  | 1 | 0  | 0  | 0 | 4  | 7  | 2   |
| Briançon         | 2  | 0 | 0  | 0  | 2 | 3  | 8  | 0   |

- Petite Finale

Elle oppose le 2e du groupe A, Jesenice, au 2e du groupe B, Linz. Les autrichiens l'emportent 4-1.
- Finale

Elle oppose le 1er du groupe A, Villach, au 1er du groupe B, Klagenfurt. L'EC VSV l'emporte 5-4.

## Saison régulière
Le 13 septembre 2008, le champion en titre Rouen reçoit son dauphin Briançon pour le compte de la première journée de la Ligue Magnus 2008-2009. François Groleau, suspendu, Vas et Foliot manquent à l'appel. Les équipes se rendent coups pour coups et à la mi-match le score est de 4 buts partout alors que Raux a été expulsé en début de partie. Mais les diables ne tiennent plus la cadence et encaissent trois buts de plus (défaite 7-4). Lors de la seconde journée, l'équipe tient sa première victoire et la différence de buts repasse dans le positif. Neuf buteurs différents dont Dufour auteur d'un triplé pour une victoire 11-3 contre Épinal. Satosaari touché au genou laisse sa place au troisième gardien Bertrand pour les deux matchs suivants. À Morzine-Avoriaz, les diables rouges s'imposent 4-2. Sébastien Rohat, victime d'un mauvais coup, non sanctionné, porté derrière la nuque par Luc Tardif Junior fait un malaise puis est transporté à l'hôpital. Les briançonnais partent ensuite jouer à Neuilly-sur-Marne. Ils réalisent un match plein, remporté 12-0. Bertrand réalise un blanchissage alors que Dufour et Gagné inscrivent un triplé, Seikkula un doublé. Pour la cinquième journée, l'équipe s'impose chez le leader Grenoble 3 buts à 0. En plus de son blanchissage, le gardien Satosaari inscrit le dernier but en cage vide. Rohat est de retour de blessure tout comme Vas qui est aligné en quatrième ligne Owen et Ladányi qui ont eu début de saison perturbé par les problèmes physiques. Il s'ensuit une victoire à Chamonix, un blanchissage de Satosaari lors d'une victoire 2-0 à Tours. Le 18 octobre 2008, les diables rouges reçoivent le leader Angers sans Gagné blessé. Menés par deux fois au score, Milovanovič marque le but décisif avant que les diables rouges prennent le large dans les dix dernières minutes du troisième tiers temps. Briançon prend la tête de la saison régulière mais perd Groleau touché à l'épaule. L'équipe prend deux points d'avance sur Rouen et Grenoble à la suite de sa victoire à Dijon. Fin octobre, un examen révèle une rupture du ligament croisé antérieur du genou gauche de Karl Gagné. Sa saison est terminée. Satosaari, Dufour sont mis au repos pour le déplacement à Megève face au Mont-Blanc remporté 4-3. Après la trêve internationale, Dany Roussin joue son premier match contre Amiens. Il débute bien en inscrivant un but et une assistance pour une victoire 3-2 acquise dans la dernière minute grâce à Damien Raux. Les gardiens Satosaari et Henri-Corentin Buysse sont expulsés pour bagarre tout comme Thomas Roussel pour une charge dangereuse sur Terglav. Groleau fait son retour lors de la victoire à Villard-de-Lans mais Larsson est absent pour cause de gastroentérite. Lors de la treizième journée, Briançon joue pour la première fois de la saison au complet. Malgré l'ouverture du score de David Cayer pour l'Étoile Noire de Strasbourg, les quatre blocs locaux l'emporte 8-1 face aux seize joueurs strasbourgeois. Le 5 décembre 2008, Épinal met fin à l'invincibilité briançonnaise. Les diables rouges mènent pourtant 3-0 à la fin du premier tiers temps, puis 5-4 à l'entame de la troisième période. Mais Guillaume Chassard égalise à un peu moins de trois minutes de la sirène. Puis Stéphane Gervais donne la victoire aux dauphins en prolongations. L'équipe renoue avec la victoire contre Morzine-Avoriaz puis contre Neuilly-sur-Marne
sans Groleau blessé au doigt. Le 29 décembre 2008, pour le match au sommet de la ligue magnus l'équipe est au complet avec les retours de Lévêque et Groleau. Les brûleurs de loups se déplacent dans une patinoire René Froger pleine dans ce dimanche après-midi. Une double confrontation se posent aux deux équipes puisqu'elles se retrouvent en finale de la Coupe de la Ligue deux jours plus tard. La match de championnat sourit aux coéquipiers de Roussin. Vas ouvre le score en avantage numérique avant que Milovanovič réalise un festival en contournant la cage de Ferhi et doublant la mise sur un revers. L'équipe prend un avantage de 5-0 après le doublé de Pérez et une réalisation de Boldron puis 6-1 grâce à Chauvel. Finalement, le leader l'emporte 6-2 puisqu'Alexandre Rouleau inscrit le dernier but du match. La soirée n'est pas pour autant parfaite, puisque Terglav touché par une méningite virale quitte ses coéquipiers au cours du match. Le capitaine est conduit à l'hôpital. Quelques jours plus tard, les BDL prennent leur revanche et remporte la Coupe de la Ligue. D'autres joueurs vont alors être indisponibles sur maladie notamment Pérez. Mais, les diables rouges reprennent leur marche en avant en s'imposant à Chamonix puis en blanchissant Tours. Pérez et Terglav font leur retour lors de la victoire importante à Angers. À dix minutes de la fin du match contre Dijon, Rohat donne la victoire à son équipe 6-5 privée de Boldron blessé. Roussin inscrit 4 points dont un triplé. La première ligne d'attaque Dufour-Raux-Roussin donne satisfaction à l'entraîneur Basile, qui cherche la solution pour parfaire tous ses blocs avant les séries éliminatoires. Le 23 janvier 2009, lors du match avancé de la 22e journée, l'Avalanche du Mont-Blanc ne peut rejoindre la ville haute à cause de la neige. Le match est reporté. Les diables rouges continuent leur route sans encombre ni blessures. Seul Chauvel est absent quelques matchs pour raisons familiales. Le 14 février 2009, à deux journées de la fin de la saison régulière, Briançon s'assure la première place et l'avantage de la glace pour les séries éliminatoires. À Strasbourg, 
Andy Foliot réalise un blanchissage comme l'on fait avant lui les deux autres gardiens, Satosaari (trois fois) et Bertrand. La victoire 4-0 se transforme en 5-0 pour  l'Étoile Noire de Strasbourg sur tapis vert 5-0. Son attaquant Yannick Riendeau est aligné alors qu'il est suspendu. Lors de l'ultime journée, les diables rouges l'emportent sur Rouen 4-3 après prolongations. Dufour égalise dans l'ultime minute du troisième tiers temps et marque le but vainqueur dans la dernière minute de la prolongation. Il remporte le trophée Charles-Ramsay du meilleur pointeur de la saison régulière juste devant les pointeurs rouennais emmenés par Éric Doucet.
Briançon termine invaincue à domicile. Son bilan se compose de 24 victoires dont une en prolongation et deux défaites dont une en prolongation. Avec 49 points, l'équipe devance Grenoble (45 points), Rouen (42 points) et Angers (39 points). Les diables rouges possèdent la meilleure attaque de la ligue (152 buts marqués), la meilleure défense (61 buts encaissés) et un différentiel de +91 buts. Ils sont la deuxième équipe la moins sanctionnée après Épinal (456 minutes contre 469 minutes de pénalités). Preuve du caractère de l'équipe, elle a remporté les neuf matchs où elle n'a pas ouvert le score.

## Séries éliminatoires
Alors que le match de barrage opposant Morzine-Avoriaz (huitièmes de la saison régulière) à Villard-de-Lans (neuvièmes de la saison régulière) se joue pour désigner l'équipe qui affronte les diables rouges en quart-de-finale, le président Alain Bayrou crée la polémique. Il dénonce les méthodes de recrutement employées par les brûleurs de loups de Grenoble pour faire signer ses joueurs en cours de saison. Après avoir engagé Alexandre Rouleau et Mitja Šivic la saison précédente, Grenoble signe Jean-François Dufour pour deux saisons. Les Pingouins de Morzine-Avoriaz décrochent leur ticket pour les quarts en remportant leurs deux matchs à domicile après avoir perdu chez les Ours de Villard-de-Lans lors du premier match.

### Quarts de finale
Les diables rouges s'imposent en trois manches face aux Morzinois. La physionomie des matchs est par trois fois la même, les Hauts-Alpins creusent l'écart lors du premier tiers avant de gérer cet avantage par la suite. Le deuxième match est le plus serré de la série, les Pingouins reviennent à 2-1 lors du deuxième tiers et inquiètent les diables rouges sans néanmoins parvenir à forcer le verrou local. La seconde ligne d'attaque composée de Pérez, Seikkula et du capitaine Terglav s'est mise en évidence face aux Hauts-Savoyards avec six réalisations. Briançon remporte la série 3-0.
| 3 mars 2009 | Diables Rouges de Briançon | 4-1 (3-1, 0-0, 1-0) | Pingouins de Morzine-Avoriaz | Patinoire René Froger 2 103 spectateurs |

| Feuille de match | Feuille de match | Feuille de match | Feuille de match                     | Feuille de match |
| ---------------- | --- | ---------------- | ------------------------------------ | ---------------- |
|                  | 9 min 58 s, Pérez (Terglav, Seikkula) 11 min 11 s, Ladányi (Groleau, Vas) 15 min 25 s, Vas (Groleau, Milovanovič) SN 49 min 22 s, Ladányi (Vas) |                  | 19 min 15 s, Tardif (Jestin, Zwikel) |                  |
| Tommi Satosaari  | Gardiens | Florian Hardy    |                                      |                  |
| 14 min           | Pénalités | 14 min           |                                      |                  |
|                  | |                  |                                      |                  |

| 4 mars 2009 | Diables Rouges de Briançon | 5-2 (2-0, 1-1, 2-1) | Pingouins de Morzine-Avoriaz | Patinoire René Froger 1 844 spectateurs |

| Feuille de match | Feuille de match | Feuille de match | Feuille de match                                                   | Feuille de match |
| ---------------- | --- | ---------------- | ------------------------------------------------------------------ | ---------------- |
|                  | 2 min 06 s, Groleau (Raux, Roussin) 9 min 57 s, Terglav (Pérez, Seikkula) 37 min 40 s, Owen (Boldron, Chauvel) 47 min 55 s, Seikkula (Pérez, Terglav) 58 min 47 s, Seikkula (Dufour) cage vide |                  | 25 min 06 s, Gras (Hascoët) 50 min 20 s, Dieude-Fauvel (Jestin) SN |                  |
| Tommi Satosaari  | Gardiens | Florian Hardy    |                                                                    |                  |
| 14 min           | Pénalités | 38 min           |                                                                    |                  |
|                  | |                  |                                                                    |                  |

| 6 mars 2009 | Pingouins de Morzine-Avoriaz | 2-5 (0-2, 1-2, 1-1) | Diables Rouges de Briançon | Parc des sports de Morzine 952 spectateurs |

| Feuille de match | Feuille de match                                     | Feuille de match | Feuille de match | Feuille de match |
| ---------------- | ---------------------------------------------------- | ---------------- | --- | ---------------- |
|                  | 39 min 53 s, Tardif (Mille) SN 59 min 59 s, Lebey IN |                  | 3 min 03 s Roussin (Dufour) SN 10 min 17 s, Raux (Lee, Groleau) double SN 25 min 12 s, Terglav (Seikkula) 36 min 51 s, Raux (Ladányi, Chauvel) 50 min 54 s, Terglav (Seikkula) |                  |
| Florian Hardy    | Gardiens                                             | Tommi Satosaari  | |                  |
| 14 min           | Pénalités                                            | 16 min           | |                  |
|                  |                                                      |                  | |                  |

### Demi-finale
Les Ducs d'Angers (quatrièmes de la saison régulière) écartent les Gothiques d'Amiens (cinquièmes de la saison régulière) trois manches à deux. Chaque équipe remporte ses matchs à domicile. Angers, avec l'avantage de la glace, conclut donc à domicile. L'attaquant Jonathan Bellemare, meilleur pointeur des Ducs en saison régulière avec 54 points, a été suspendu trois matchs lors de cet affrontement, et manque la première manche à René Froger. Ils peuvent néanmoins compter sur un ex-briançonnais en forme, Tomáš Balúch, auteur, au tour précédent, de dix buts à la défense amiénoise et son gardien de but Henri-Corentin Buysse.
Lors du premier acte, il faut attendre les onze dernières minutes de la troisième période pour que les diables rouges parviennent à concrétiser leur domination stérile (Briançon a lancé 39 fois à la cage contre 7 fois pour son adversaire) et s'imposer 4-1. Lors du deuxième match, la physionomie du match change et le jeu plus ouvert permet aux diables rouges de mener 3-0 juste après l'entame du second tiers-temps. Après 36 minutes de jeu, Satosaari s'emploie pour stopper un break du capitaine angevin Jean-François Jodoin, qui sortait de prison. Le gardien finlandais, blessé, cède sa place à Andy Foliot pour les vingt dernières minutes. Un palet oublié par Lee, dernier défenseur permet à Angers de réduire la marque mais s'incline 5-1 avec un dernier but en cage vide, comme le match de la veille.
À Angers, la physionomie des matchs est tout autre. Les briançonnais sont malmenés d'entrée et s'inclinent à deux reprises. Andy Foliot, titulaire lors du troisième match ne peut empêcher les coéquipiers d'Éric Fortier de l'emporter 4-3. Le lendemain, malgré le retour de Tommi Satoaari, les ducs l'emportent sur le large score de 5-1.
Le cinquième match à René Froger s'impose. Le coup d'envoi est donné par le sportif local Luc Alphand. Les ducs sur des actions tranchantes prennent le large en menant 3-0 après un petit quart d'heure de jeu. Mais la quatrième ligne briançonnaise réagit. L'assistant-capitaine Boldron sur un beau travail d'Owen lance la révolte. Puis, Ladányi fructifie une supériorité numérique, domaine où son équipe est en difficulté depuis le début des séries éliminatoires. Un deuxième avantage numérique permet d'égaliser six minutes plus tard par l'intermédiaire de Pérez. Lors de la troisième période, Dufour fait basculer la rencontre du côté montagnard avant que Seikkula conclut une victoire 5-2 en cage vide. Briançon remporte la série 3-2.
| 13 mars 2009 | Diables Rouges de Briançon | 4-1 (1-1, 0-0, 3-0) | Ducs d'Angers | Patinoire René Froger 2 097 spectateurs |

| Feuille de match | Feuille de match | Feuille de match | Feuille de match                         | Feuille de match |
| ---------------- | --- | ---------------- | ---------------------------------------- | ---------------- |
|                  | 16 min 22 s, Terglav (Szélig, Vas) 49 min 44 s, Pérez (Milovanovič, Terglav) 53 min 41 s, Roussin (Dufour, Raux) 59 min 33 s, Seikkula (Terglav, Boldron) cage vide |                  | 18 min 44 s, Metsaranta (Vidman, Balúch) |                  |
| Tommi Satosaari  | Gardiens | Ville Koivula    |                                          |                  |
| 4 min            | Pénalités | 10 min           |                                          |                  |
|                  | |                  |                                          |                  |

| 14 mars 2009 | Diables Rouges de Briançon | 5-1 (2-0, 1-0, 2-1) | Ducs d'Angers | Patinoire René Froger |

| Feuille de match            | Feuille de match | Feuille de match | Feuille de match       | Feuille de match |
| --------------------------- | --- | ---------------- | ---------------------- | ---------------- |
|                             | 15 min 39 s, Chauvel (Ladányi, Vas) 17 min 15 s, Roussin (Dufour, Raux) 20 min 39 s, Milovanovič (Terglav, Pérez) 53 min 14 s, Terglav (Seikkula, Pérez) 59 min 08 s, Vas (Dermigny, Larsson) cage vide |                  | 49 min 41 s, Albert IN |                  |
| Tommi Satosaari Andy Foliot | Gardiens | Ville Koivula    |                        |                  |
| 10 min                      | Pénalités | 22 min           |                        |                  |
|                             | |                  |                        |                  |

| 17 mars 2009 | Ducs d'Angers | 4-3 (4-2, 0-0, 0-1) | Diables Rouges de Briançon | Patinoire du Haras 1 200 spectateurs |

| Feuille de match | Feuille de match | Feuille de match | Feuille de match                                                                                             | Feuille de match |
| ---------------- | --- | ---------------- | --- | ---------------- |
|                  | 1 min 54 s, Bellemare (Fortier, Mihalik) SN 3 min 03 s, Laprise (Bellemare, Fortier) 8 min 16 s, Metsaranta (Vidman) IN 19 min 33 s, Balúch (Metsaranta, Jodoin) SN |                  | 9 min 53 s, Boldron (Larsson, Rohat) 11 min 05 s, Roussin (Dufour, Terglav) SN 56 min 52 s, Roussin (Dufour) |                  |
| Ville Koivula    | Gardiens | Andy Foliot      | |                  |
| 8 min            | Pénalités | 14 min           | |                  |
|                  | |                  | |                  |

| 18 mars 2009 | Ducs d'Angers | 5-1 (1-0, 3-1, 1-0) | Diables Rouges de Briançon | Patinoire du Haras 1 000 spectateurs |

| Feuille de match | Feuille de match | Feuille de match | Feuille de match                    | Feuille de match |
| ---------------- | --- | ---------------- | ----------------------------------- | ---------------- |
|                  | 15 min 12 s, Laprise (Fortier, Mihalik) SN 27 min 37 s, Bellemare (Balúch, Fortier) double SN 33 min 43 s, Metsaranta (Fortier, Bellemare) 38 min 08 s, Balúch (Vidman, Metsaranta) SN 40 min 08 s, Fortier (Lacroix) |                  | 29 min 42 s, Raux (Roussin, Dufour) |                  |
| Ville Koivula    | Gardiens | Tommi Satosaari  |                                     |                  |
| 16 min           | Pénalités | 18 min           |                                     |                  |
|                  | |                  |                                     |                  |

| 21 mars 2009 | Diables Rouges de Briançon | 5-3 (0-3, 3-0, 2-0) | Ducs d'Angers | Patinoire René Froger 2 164 spectateurs |

| Feuille de match | Feuille de match | Feuille de match | Feuille de match                                                                            | Feuille de match |
| ---------------- | --- | ---------------- | ------------------------------------------------------------------------------------------- | ---------------- |
|                  | 23 min 19 s, Boldron (Owen, Larsson) 29 min 11 s, Ladányi (Terglav, Vas) SN 36 min 43 s, Pérez (Ladányi, Vas) SN 47 min 33 s, Dufour (Terglav, Raux) 59 min 41 s, Seikkula (Dufour, Owen) cage vide |                  | 2 min 37 s, Bellemare 7 min 57 s, M. Lacroix (Jokinen) 14 min 03 s, M. Lacroix (Laprise) SN |                  |
| Tommi Satosaari  | Gardiens | Ville Koivula    |                                                                                             |                  |
| 8 min            | Pénalités | 10 min           |                                                                                             |                  |
|                  | |                  |                                                                                             |                  |

### Finale
Les Brûleurs de Loups de Grenoble qui ont disposé en demi-finale des Dragons de Rouen en trois manches visent le quadruplé cette saison après le match des champions et les deux coupes nationales.
Lors du premier acte à René Froger, les diables ouvrent le score par Ladányi mais la réponse ne se fait guère attendre en double supériorité numérique également. Lors du dernier tiers temps, Groleau débloque le score de parité. Ladányi, Seikkula et Groleau en cage vide confortent un succès 5-2. Ce match victorieux est le premier de l'histoire du club dans une finale de niveau élite.
Le lendemain, les joueurs hongrois de Briançon portent un brassard noir en la mémoire de leur équipier en sélection Gábor Ocskay, mort durant la nuit. Les diables rouges bafouillent leur hockey, n'ont pas l'énergie pour gêner leur adversaire. Grenoble en profite. Christophe Tartari marque le but de la victoire et Eddy Ferhi réalise un blanchissage pour un score final de 3-0.
Lors de la troisième manche, le défenseur Calle Bergström ouvre la marque mais Ladányi égalise. À l'entame du troisième tiers-temps, les joueurs de Basile disposent d'une double supériorité numérique. Ladányi marque sous la transversale mais l'arbitre ne le voit pas. Quelques minutes plus tard, Bergström fait basculer le match du côté local avant que Jan Hammar n'ait le dernier mot en cage vide.
Les briançonnais frustrés de la tournure des évènements de la veille entament tambour battant le quatrième match. Mais le réalisme est grenoblois puisque le lancer d'Alexandre Rouleau termine au fond des buts de Satosaari. Puis le défenseur Viktor Wallin double la mise en début de seconde période en supériorité numérique. Les coéquipiers de Terglav très disciplinés en première période perdent leur sang froid et commettent des fautes inutiles qui profitent aux brûleurs de loups. Wallin réalise un triplé. Malgré Pérez qui réduit la marque, Luciano Basile tente le tout pour le tout en sortant Satosaari. Grenoble l'emporte 5-1 avec un dernier but en cage vide de Fleury.
Grenoble remporte la finale trois victoires à une. Ils réalisent le quadruplé avec en plus le match des champions et la Coupe de France et bien sûr la Coupe de la Ligue.
| 24 mars 2009 | Diables Rouges de Briançon | 5-2 (1-1, 0-0, 4-1) | Brûleurs de Loups de Grenoble | Patinoire René Froger 2 165 spectateurs |

| Feuille de match | Feuille de match | Feuille de match | Feuille de match                                                             | Feuille de match |
| ---------------- | --- | ---------------- | ---------------------------------------------------------------------------- | ---------------- |
|                  | 8 min 55 s, Ladányi (Vas, Dufour) double SN 41 min 51 s, Groleau (Raux, Pérez) SN 49 min 51 s, Ladányi (Vas) 57 min 45 s, Seikkula (Terglav, Dufour) SN 57 min 52 s, Groleau (Vas) cage vide |                  | 15 min 12 s, Bergstrom (Krayzel, Broz) double SN 54 min 10 s, Broz double SN |                  |
| Tommi Satosaari  | Gardiens | Eddy Ferhi       |                                                                              |                  |
| 18 min           | Pénalités | 18 min           |                                                                              |                  |
|                  | |                  |                                                                              |                  |

| 25 mars 2009 | Diables Rouges de Briançon | 0-3 (0-1, 0-1, 0-1) | Brûleurs de Loups de Grenoble | Patinoire René Froger 2 168 spectateurs |

| Feuille de match | Feuille de match | Feuille de match | Feuille de match | Feuille de match |
| ---------------- | ---------------- | ---------------- | --- | ---------------- |
|                  |                  |                  | 4 min 26 s, Tartari (Bergström, Hammar) 25 min 43 s, Wallin (Krayzel, Forsander) SN 59 min 58 s, Forsander cage vide |                  |
| Tommi Satosaari  | Gardiens         | Eddy Ferhi       | |                  |
| 6 min            | Pénalités        | 12 min           | |                  |
|                  |                  |                  | |                  |

| 27 mars 2009 | Brûleurs de Loups de Grenoble | 3-1 (0-0, 1-1, 2-0) | Diables Rouges de Briançon | Patinoire Pôle Sud 3 500 spectateurs |

| Feuille de match | Feuille de match | Feuille de match | Feuille de match                           | Feuille de match |
| ---------------- | --- | ---------------- | ------------------------------------------ | ---------------- |
|                  | 23 min 22 s, Bergström (Broz, Krayzel) double SN 50 min 54 s, Bergström (Broz, Rouleau) double SN 59 min 57 s, Hammar (Amar) cage vide |                  | 30 min 04 s, Ladányi (Milovanovič, Vas) SN |                  |
| Eddy Ferhi       | Gardiens | Tommi Satosaari  |                                            |                  |
| 40 min           | Pénalités | 30 min           |                                            |                  |
|                  | |                  |                                            |                  |

| 28 mars 2009 | Brûleurs de Loups de Grenoble | 5-1 (1-0, 2-0, 2-1) | Diables Rouges de Briançon | Patinoire Pôle Sud 3 500 spectateurs |

| Feuille de match | Feuille de match | Feuille de match | Feuille de match                      | Feuille de match |
| ---------------- | --- | ---------------- | ------------------------------------- | ---------------- |
|                  | 13 min 16 s, Rouleau (Šivic, Fleury) 21 min 49 s, Wallin (Broz) SN 24 min 11 s, Wallin (Broz) SN 48 min 49 s, Wallin (Krayzel)SN 56 min 47 s, Fleury (Forsander, Nilsson) cage vide |                  | 49 min 09 s, Pérez (Roussin, Larsson) |                  |
| Eddy Ferhi       | Gardiens | Tommi Satosaari  |                                       |                  |
| 22 min           | Pénalités | 24 min           |                                       |                  |
|                  | |                  |                                       |                  |

## Coupe de France
Pour les huitièmes de finale de la Coupe de France, l'équipe se déplace chez les Ducs de Dijon. Seuls Groleau et Gagné manquent à l'appel. L'envie de gagner est bourguignonne et, alors que le score est de un partout à trois minutes de la fin du troisième tiers temps, Guttig force la décision. Dijon l'emporte 3-1 et Briançon est éliminé.
| 21 octobre 2008 | Ducs de Dijon | 3-1 (0-0, 1-0, 2-1) | Diables Rouges de Briançon | Patinoire du Trimolet |

| Feuille de match | Feuille de match                                                                                   | Feuille de match                               | Feuille de match             | Feuille de match |
| ---------------- | -------------------------------------------------------------------------------------------------- | ---------------------------------------------- | ---------------------------- | ---------------- |
|                  | 31 min 15 s, Mazerolle (Guttig) SN 57 min 05 s, Guttig (Gillet) 59 min 46 s, Guttig SN (cage vide) |                                                | 43 min 50 s, Raux (Seikkula) |                  |
| Radovan Hurajt   | Gardiens                                                                                           | Satosaari Foliot (de 8 min 56 s à 20 min 00 s) |                              |                  |
| 26 min           | Pénalités                                                                                          | 26 min                                         |                              |                  |
|                  | |                                                |                              |                  |

## Coupe de la Ligue
La Coupe de la Ligue inaugure cette année une nouvelle formule. Les seize équipes sont partagées en 4 poules régionales. Les deux premiers sont ensuite qualifiés pour les quarts de finale. Les diables rouges jouent la phase de poule contre les Rapaces de Gap, les Brûleurs de Loups de Grenoble et les Ours de Villard-de-Lans.
Le premier match officiel de la saison, le 9 septembre 2008, est remporté 4-0 chez les ours avec trois buts en infériorité numérique par les coéquipiers de Satosaari qui réalise un blanchissage. Owen et Dufour, deux points chacun sont de retour de blessure alors que Groleau est expulsé lors du premier tiers temps.
Lors du second match, les rapaces viennent s'incliner 9-0 à René Froger. Les diables rouges s'inclinent ensuite contre les Brûleurs de Loups de Grenoble à deux reprises. Les grenoblois remportent une victoire 2-1 après-prolongation dans les Hautes-Alpes puis l'emportent 1-0 à domicile grâce à un but de Fleury après 24 secondes de jeu. Ferhi réalise 44 arrêts alors que son équipe tire à 24 reprises sur la cage de Satosaari.
Le match du 4 novembre 2008 contre Gap est avancé au 16 octobre pour cause de trêve internationale qui prive Briançon de bon nombre de ses joueurs. Les rapaces sont défaits 4-2 dans leur patinoire.
Pour le dernier match contre Villard, Szélig et Dufour sont suspendus et Groleau et Gagné sont blessés. Les diables rouges s'imposent 6-1. Ils terminent seconds de la poule derrière Grenoble et valident leur ticket pour la suite de la compétition.
| équipe                        | PJ | V | VP | DP | P | BP | BC | PTS |
| ----------------------------- | -- | - | -- | -- | - | -- | -- | --- |
| Brûleurs de Loups de Grenoble | 6  | 5 | 1  | 0  | 0 | 26 | 7  | 12  |
| Diables Rouges de Briançon    | 6  | 4 | 0  | 1  | 1 | 24 | 6  | 9   |
| Ours de Villard-de-Lans       | 6  | 2 | 0  | 0  | 4 | 12 | 24 | 4   |
| Rapaces de Gap                | 6  | 0 | 0  | 0  | 6 | 4  | 29 | 0   |

### Quart de finale
En quart de finale, les diables rouges affrontent le vainqueur de la poule C, les Ducs de Dijon. Lors de la première manche à domicile, ils prennent rapidement l'avantage en début de match et disposent de trois buts d'avance avant le match retour après une victoire 5-2. Lors du match retour, les briançonnais ouvrent la marque au cours de la seconde période avant de prendre le large lors de l'ultime période pour une victoire 6-1. L'équipe passe au tour suivant.
| 11 novembre 2008 | Diables Rouges de Briançon | 5-2 (3-1, 1-1, 1-0) | Ducs de Dijon | Patinoire René Froger |

| Feuille de match | Feuille de match | Feuille de match | Feuille de match                                                              | Feuille de match |
| ---------------- | --- | ---------------- | ----------------------------------------------------------------------------- | ---------------- |
|                  | 6 min 13 s, Owen (Ladányi, Lee) 6 min 44 s, Ladányi (Szélig, Milovanovič) 11 min 30 s, Dufour (Owen) 20 min 58 s, Vas (Ladányi, Szélig) 54 min 47 s, Terglav (Dufour, Owen) |                  | 17 min 42 s, Guttig (Decock, Dauphin) 34 min 14 s, Decock (Mazerolle, Gillet) |                  |
| Satosaari        | Gardiens | Hurajt           |                                                                               |                  |
| 14 min           | Pénalités | 24 min           |                                                                               |                  |
|                  | |                  |                                                                               |                  |

| 25 novembre 2008 | Ducs de Dijon | 1-6 (0-0, 0-1, 1-5) | Diables Rouges de Briançon | Patinoire du Trimolet |

| Feuille de match | Feuille de match               | Feuille de match | Feuille de match | Feuille de match |
| ---------------- | ------------------------------ | ---------------- | --- | ---------------- |
|                  | 45 min 40 s, Mazerolle (Sabol) |                  | 27 min 45 s, Lee (Roussin, Raux) SN 41 min 55 s, Vas (Boldron, Ladányi) 45 min 04 s, Vas (Ladányi) 45 min 28 s, Terglav (Dufour, Owen) 50 min 10 s, Chauvel (Rohat, Seikkula) 58 min 21 s, Terglav (Dufour, Owen) |                  |
| Hurajt           | Gardiens                       | Satosaari        | |                  |
|                  |                                |                  | |                  |
|                  |                                |                  | |                  |

### Demi-finale
En demi-finale, les Dragons de Rouen se présentent sur la route des hommes de Luciano Basile après avoir battu Épinal au tour précédent. Lors du match aller à Briançon, Marc-André Thinel (adducteurs) et Carl Mallette (déchirure abdominale) sont absents pour les dragons, tout comme Lévêque pour les diables rouges. Les locaux l'emportent 4-0. Le capitaine Terglav est impliqué sur trois des quatre buts. Les diables rouges cadrent 35 lancers contre 11 pour les coéquipiers de Julien Desrosiers.
Lors du match retour, les diables rouges mènent 3-0 au cours du second tiers-temps à la suite du but de Boldron et du doublé de Roussin. Les dragons ont du répondant et rattrapent petit à petit leur retard. Finalement, ils sauvent l'honneur en l'emportant 4-3 devant leur public. Les hauts-alpins l'emportent 7-4 au cumul des deux manches. Et repartent avec ce qu'ils étaient venus chercher, en l'occurrence, le ticket pour finale.
| 2 novembre 2008 | Diables Rouges de Briançon | 4-0 (1-0, 1-0, 2-0) | Dragons de Rouen | Patinoire René Froger |

| Feuille de match | Feuille de match | Feuille de match | Feuille de match | Feuille de match |
| ---------------- | --- | ---------------- | ---------------- | ---------------- |
|                  | 12 min 28 s, Terglav (Dufour, Vas) SN 35 min 10 s, Terglav (Raux, Pérez) 46 min 38 s, Roussin (Ladányi, Vas) 53 min 15 s, Dufour (Owen, Terglav) |                  |                  |                  |
| Tommi Satosaari  | Gardiens | Ramón Sopko      |                  |                  |
| 8 min            | Pénalités | 8 min            |                  |                  |
|                  | |                  |                  |                  |

| 9 décembre 2008 | Dragons de Rouen | 4-3 (0-2, 1-1, 3-0) | Diables Rouges de Briançon | Île Lacroix |

| Feuille de match | Feuille de match | Feuille de match | Feuille de match                                                                                          | Feuille de match |
| ---------------- | --- | ---------------- | --- | ---------------- |
|                  | 34 min 56 s, Doucet (Bouchard, Thinel) 42 min 10 s, Romand (Doucet, David) double SN 48 min 27 s, Doucet (Peltola, Desrosiers) double SN 54 min 37 s, Romand (Doucet, Peltola) |                  | 10 min 00 s, Boldron (Raux, Roussin) SN 16 min 49 s, Roussin (Raux, Pérez) SN 20 min 53 s, Roussin (Raux) |                  |
| Ramón Sopko      | Gardiens | Tommi Satosaari  | |                  |
| 12 min           | Pénalités | 18 min           | |                  |
|                  | |                  | |                  |

### Finale
Elle se dispute le mardi 30 décembre 2008 à Méribel contre les Brûleurs de Loups de Grenoble, tombeurs des Ducs d'Angers en demi-finale. Les isérois l'emportent 4-3 grâce à un but de Baptiste Amar dans la prolongation. Les grenoblois avaient rapidement ouvert la marque grâce à Damien Fleury. Briançon revient à un but partout grâce à Ladányi. Dans le second tiers-temps, les grenoblois creusent un écart de deux buts. Dans les cinq dernières minutes de jeu, Groleau relance son équipe qui égalise à trois minutes de la fin du temps réglementaire toujours grâce à Ladányi. Les deux équipes se retrouvent pour la prolongation. Les hauts-alpins sanctionnés à deux reprises pour des accrochages finissent par céder le trophée en infériorité numérique.
| 30 décembre 2008 | Diables Rouges de Briançon | 3-4 (pr) | Brûleurs de Loups de Grenoble | Patinoire Olympique de Méribel 2 500 spectateurs |

| Feuille de match | Feuille de match                                                                                              | Feuille de match            | Feuille de match | Feuille de match                       |
| ---------------- | --- | --------------------------- | --- | -------------------------------------- |
|                  | 17 min 07 s, Ladányi (Lévêque, Boldron) 55 min 36 s, Groleau (Raux) 57 min 19 s, Ladányi (Groleau, Szélig) SN | 0-1 1-1 1-2 1-3 2-3 3-3 3-4 | 2 min 30 s, Fleury (Rouleau, Amar) SN 26 min 56 s, Krayzel (Broz) 39 min 52 s, Rouleau (Tartari, Forsander) SN 64 min 08 s, Amar (Broz, Wallin)SN | Arbitrage : Arbitre : Jimmy Bergamelli |
| Tommi Satosaari  | Gardiens | Eddy Ferhi                  | | Arbitrage : Arbitre : Jimmy Bergamelli |
| 28 min           | Pénalités | 41 min                      | | Arbitrage : Arbitre : Jimmy Bergamelli |
|                  | |                             | | Arbitrage : Arbitre : Jimmy Bergamelli |

## Sélections internationales
Novembre 2008
Avec l' équipe de France, Damien Raux participe à l'Euro Ice Hockey Challenge à Oslo. Les bleus terminent seconds du groupe derrière l'Autriche et devant la Norvège et l'Italie.
Les Hongrois Ladányi et Vas participent à la Qualification olympique pour Vancouver 2008. Pas de déplacement à Budapest pour Szélig, présent dans la sélection de départ, mais resté auprès de sa femme, proche d'accoucher. Ladányi termine meilleur pointeur du groupe C ex-aequo avec Gábor Ocskay (sept points chacun) que les magyars remportent face à la Lituanie, Croatie et Serbie. Vas réalise deux assistances et son compère 2 buts et cinq assistances.
Owen et les britanniques participent à une épreuve de qualification olympique dans le groupe D qui se déroule à Sanok. Ils terminent troisième et sont éliminés. Le briançonnais inscrit un but en trois matchs. Le Japon l'emporte devant la Pologne. La Roumanie termine quatrième.
Décembre 2008
Damien Raux est sélectionné pour l'Euro Ice Hockey Challenge en Biélorussie du 18 au 21 décembre. A Jlobin, elle affronte la sélection biélorusse (défaite 4-3) puis elle rencontre la Lettonie à Gomel (victoire 4-1 avec une assistance sur un but de Damien Fleury). Le Danemark remporte le troisième match 4-0.
Février 2009
À Minsk, la qualification olympique concerne le groupe F et oppose la Hongrie de Szélig, Ladányi et Vas à la Lettonie, l'Ukraine et d'Italie. La Lettonie se qualifie pour Vancouver, la Hongrie termine quatrième. Avec cinq points (un but et quatre assistances), Ladányi est le meilleur pointeur de sa sélection. Vas inscrit un but et une assistance.
À Hanovre, pour le compte du groupe E, la Slovénie et son nouveau sélectionneur John Harrington s'incline à trois reprises contre l'Autriche et le Japon puis l'Allemagne qui remporte le groupe. Terglav joue au centre de la seconde ligne avec Ivo Jan et Tomaž Razingar, il inscrit deux assistances. Milovanovič joue en troisième ligne avec Andrej Tavželj, son ancien coéquipier à Kranj.
Dans le groupe G  à Oslo, les bleus affrontent la Norvège, le Danemark et le Kazakhstan. Ils terminent quatrième du groupe remporté par les norvégiens. Damien Raux inscrit une assistance.
Avril-mai 2009
Lors du mondial 2009, Milovanovič joue aux côtés de Žiga Pavlin sur la première ligne de défense slovène. Le Kazakhstan l'emporte 2-1 face aux slovènes et est promu en élite pour l'édition 2010. Les slovènes terminent seconds de la division 1 groupe A au cours duquel le briançonnais inscrit deux buts en supériorité numérique.
La Grande-Bretagne de Greg Owen, auteur de deux assistances, termine troisième de la division 1 groupe B.
En élite Szélig, Vas et Ladányi sont retenus. La Hongrie joue en la mémoire de Gábor Ocskay mais elle termine seizième et dernière. Avec trois assistances, Ladányi termine meilleur pointeur de sa sélection qui est reléguée en division 1.
Côté français, Gary Lévêque fait ses débuts en sélection. Dave Henderson et Pierre Pousse l'appellent pour pallier les forfaits sur blessure de Teddy Trabichet puis de Nicolas Besch. Réserviste lors du premier tour, il fait ses débuts contre les États-Unis lors du tour de qualification. Damien Raux, quant à lui, se blesse à la clavicule contre l'Allemagne lors de l'ultime match du premier tour. Les bleus terminent douzièmes à la suite du tour qualificatif.